# Альціон-галатея синій
Альціо́н-галатея синій (Tanysiptera carolinae) — вид сиворакшоподібних птахів родини рибалочкових (Alcedinidae). Ендемік Індонезії.

## Опис
Довжина птаха становить 33-38 см, враховуючи довгий хвіст. Забарвлення переважно пурпурово-синє. Нижня частина спини, надхвістя, гузка і хвіст білі. Очі карі, дзьоб червоний, лапи зеленувато-коричневі. У молодих птахів верхня частина тіла є більш темна, хвіст короткий, світліший, дзьоб темно-коричневий.

## Поширення і екологія
Сині альціони-галатеї є ендеміками острова Нумфор. Вони живуть у вологих і сухих рівнинних тропічних лісах, в чагарникових заростях, на полях, луках і пасовищах. Живляться комахами і равликами.

## Збереження
МСОП класифікує стан збереження цього виду як близький до загрозливого. Синім альціонам-галатеям загрожує знищення природного середовища.